# Willcox (Arizona)
Willcox es una ciudad ubicada en el condado de Cochise en el estado estadounidense de Arizona. En el censo de 2010 tenía una población de 3757 habitantes y una densidad poblacional de 237,8 personas por km².

## Geografía
Willcox se encuentra ubicada en las coordenadas 32°15′10″N 109°49′55″O / 32.25278, -109.83194. Según la Oficina del Censo de los Estados Unidos, Willcox tiene una superficie total de 15,8 km², de la cual 15,54 km² corresponden a tierra firme y (1,64%) 0,26 km² es agua.. Su principal característica es estar en un valle rodeado de seis de las diez montañas más altas de Arizona, con índices de pluviometría en verano muy superiores a otros lugares del estado.

## Demografía
Según el censo de 2010, había 3757 personas residiendo en Willcox. La densidad de población era de 237,8 hab./km². De los 3757 habitantes, Willcox estaba compuesto por el 67.58% blancos, el 1,14% eran afroamericanos, el 1,28% eran amerindios, el 0,67% eran asiáticos, el 0,19% eran isleños del Pacífico, el 26,11% eran de otras razas y el 3,03% pertenecían a dos o más razas. Del total de la población el 50,12% eran hispanos o latinos de cualquier raza.

## Economía
Es una ciudad conocida en todo el estado por sus cultivos de viñedo y frutales y su producción de diversos vinos, gracias a su clima mediterráneo californiano. De este lugar proceden tres cuartas partes del vino que se produce en Arizona.

## Personajes Famosos
Rex Allen, actor y vaquero